# Égloga trágica
Égloga trágica es el nombre de la novela escrita por Gonzalo Zaldumbide. Empezó siendo publicada parcialmente en varias entregas durante 1910 y terminó de escribirse en 1954. Ha sido destacada por su prosa modernista, de periodos cadenciosos y con palabras justas y abundantes imágenes líricas.

## Estructura
La novela está dividida en cuatro actos: El regreso, Soliloquio de Segismundo, El dilema y El lamento de Marta. Dentro de los personajes principales se encuentran:
1. Segismundo: quien es heredero de la hacienda y se encuentra envuelto en un conflicto amoroso con su tío por el amor de Marta.
2. Marta: quien es una joven que se encuentra en el centro del triángulo amoroso entre Segismundo y Juan José.
3. Juan José: tío de Segismundo quien se caracteriza por ser sombrío y atormentado. Su amor prohibido por Marta es el detonante del drama y la tragedia.

Además del triángulo amoroso que estructura las relaciones entre los personajes, la obra cuenta con muchas reflexiones a través de monólogos acerca de su vida, su relación con la tierra y el momento en el que vive. La novela se desarrolla en un paisaje rural idealizado que evoca la vida tradicional en los Andes de Ecuador. Fue descrita por Galo René Pérez como una historia escrita en prosa poemática, con el tema del retorno a los campos queridos de la heredad paterna, en donde se desenvuelven conflictos románticos.

## Recepción
La obra fue escrita, a juicio de Enrique Ojeda, dentro de la estética modernista, lo que se explica por el hecho de que el primer capítulo fue publicado en 1911, además de los extensos ensayos del autor sobre José Enrique Rodó que hacen patente la influencia arielista en su obra. Sin embargo, al ser terminada recién en 1954, sería poco recibida en general. Ojeda señala que durante su publicación "los críticos marxistas se ensañaran con esa novela y con su autor, no reparando que el texto que atacaban había sido escrito 45 años antes y que, por tanto, no podia responder a las sensibilidades de los años cincuenta." Más allá de esa recepción inicial, según su opinión, las nuevas generaciones no deberían compartir este criterio y deberían ponderar mejor la novela en su contexto histórico y estético: "No cabe que esas críticas han debido influir en las generaciones jóvenes, como yo lo experimenté."
Ojeda, hacía referencia entre otros autores, al juicio del sociólogo marxista Agustín Cueva que compararía el estilo de Égloga trágica con Cumandá de Juan León Mera escrita en el siglo XIX. A su juicio, más allá del estilo que no lo cuestiona, critica la falta de compromiso con la izquierda del autor, quien era famoso por defender la idea de un arte clásico desapegado de la coyuntura política:

Un novelista que trata de hacer novela y poesía al mismo tiempo, un aristócrata que trata de hacer un libro con temática indígena, desde luego con brillante estilo y lenguaje, pero que acusa falsedad en el tema por cuanto Zaldumbide es un comprometido consigo mismo, y que “inaugura” nuevamente una nueva etapa de realística feudal en nuestro país.
Agustín Cueva - Entre la ira y la esperanza

Sin embargo, Zaldumbide no buscaba inaugurar una etapa de "realística feudal" y tuvo muchas dudas de terminar su obra, por lo extemporáneo de su estética. Esto se puede ver en el hecho de que después de jubilarse de su servicio diplomático consideraría retomar la novela de su juventud, para lo que consultaría con su amiga, Gabriela Mistral, si debería terminarla:

Acabo de releer, venciendo mi avergonzado recelo de volver los ojos a mis cuentos de juventud, unas páginas olvidadas…Le envío la hoja del periódico que ha tenido tan inesperada idea [la de reeditar El regreso] …y se la mando porque su lectura ha de parecerle el comentario lírico [poeta en prosa] a la cantinela de la sensación de regresar huérfano de que le hablé recientemente en mi carta anterior. [...] En esa novelita hay indios, campo, amor y siervos, animales, siembras, violencias pero de una rusticidad algo adamada y ‘puesta en música’ ¡Pero hace tantos años!… Le mandaré la suite, Gabriela, a que me diga si el vago temblor de emoción y de pena en ese ‘regreso’, no se ha desvanecido del todo para el lector desprevenido.
Carta de Zaldumbide a Mistral

Al publicarla fue destacado su estilo por Aurelio Espinosa Pólit y Julio Tobar Donoso, dos autores con quien había colaborado en varios estudios históricos y de crítica literaria. Por otro lado, el escritor argentino Enrique Anderson Imbert, considera que Zaldumbide no se propuso reproducir sucesos reales en su novela, ni analizar la psicología de personajes sino estilizar su visión poética en admirables poemas en prosa.Además, el importante crítico literario Hernán Rodríguez Castelo, destacó la novela por su lujosa prosa descriptiva modernista que se caracteriza por ser una sucesión ininterrumpida de memorables hallazgos plásticos e idiomáticos. Sobre el lugar de Zaldumbide en la literatura en general, se pronunció de la siguiente manera:

También Gonzalo Zaldumbide (1884-1967) juega papel decisivo en el diseño generacional del tiempo: al escribir la máss hermosa prosa que se haya escrito en nuestro siglo XX, cierra un periódo de vacilaciones y da comienzo a la vigencia (como ideal estético) de una prosa forjada en los mejores crisoles modernistas. Zaldumbide consigue en ‘‘Egloga tragica”’ la mas castiza y fina prosa descriptiva del tiempo —y no solo en el Ecuador; acaso en América—, y en sus ensayos críticos muestra el uso que puede hacer del instrumento idiomático mas sutilmente exacto un talento critico penetrante —el mas penetrante que hayamos tenido en el Ecuador.
Hernán Rodríguez Castelo - Literatura Ecuatoriana 1830-1980

Se le ha criticado por ser anacrónica y europeizante, y se ha debatido su clasificación entre el modernismo y el romanticismo. Estas críticas surgen en un contexto literario ecuatoriano que había superado el realismo social de la Generación del 30, y se encontraba en una etapa de transición hacia una literatura más enfocada en las subjetividades y la modernización de la vida cotidiana. La novela se desarrolla en un ambiente rural terrateniente, lo que la distancia de las tendencias literarias de su época. Críticos como Agustín Cueva y Abdón Ubidia han señalado tanto virtudes como defectos en la obra. Cueva elogia las descripciones de paisajes, pero critica la psicología convencional y el estilo preciosista. Ubidia reconoce la cuidada escritura, pero cuestiona el pensamiento conservador y la estética anacrónica de la novela, estableciendo paralelismos con "María" de Jorge Isaacs.
A pesar de las críticas, "Égloga trágica" ha experimentado una reciente reivindicación a través de obras literarias que dialogan con ella. Novelas como "El Pinar de Segismundo" de Eliécer Cárdenas y "El nuevo Zaldumbide" de Salvador Izquierdo, establecen un diálogo con "Égloga trágica" y su autor. Estas obras representan un homenaje y una impugnación a la novela de Zaldumbide. Por esta razón, a pesar de las críticas iniciales, ha encontrado un nuevo espacio en la literatura ecuatoriana contemporánea, a través del diálogo intertextual con obras recientes.